# Giftskåpet
"Giftskåpet" kallas det kassaskåp på Kungliga biblioteket i Stockholm till vilket endast två personer har tillgång och i vilket biblioteket förvarar material som det inte vet om det får inneha och tillhandahålla ens i forskningssyfte. Tillsammans med rikskriminalpolisen har biblioteket gjort bedömningen att det kan vara olagligt att låna ut böcker som innehåller barnpornografi.
Materialet är inlåst tills biblioteket får besked från regeringen om hur materialet ska hanteras och om biblioteket ens får inneha det. 2014 låg frågan sedan en tid hos utbildningsdepartementet.[uppföljning saknas]